# Gundoald d'Asti
Gundoald ou Gundwald (en latin : Gundoaldus ou Gundualdus ; en italien : Gundoaldo ; né vers 565 en Bavière – mort vers 615 à Asti, en Italie) est un prince bavarois qui fut le premier duc d'Asti (Asta Pompeia), en Italie, alors sous la domination lombarde.

## Biographie
D'origine noble, Gundoald est le fils de Garibald, duc de Bavière, et de la princesse lombarde Waldrade, fille de Waccho, roi des Lombards de Pannonie. Frère de Théodelinde, qui épouse à Vérone en 589 Authari, roi des Lombards d'Italie, il l'accompagne en Italie. Le roi Authari, devenu son beau-frère, le nomme la même année 1er dux d'Asti. Gundoald épouse à la même époque une noble lombarde.
Gundoald fut, dit-on, très populaire parmi les habitants de son duché et parmi les Lombards, plus populaire que les rois Authari et son successeur Agilulf, qui fut le second époux de sa sœur Théodelinde. Si bien qu'il éveilla la jalousie du roi Agilulf et même de la reine Théodelinde. Il sera assassiné à Asti, mortellement blessé par une flèche alors qu'il se trouvait sur une chaise percée :
« …comme Gundoald était trop apprécié par les Lombards, il est assassiné, frappé d'une flèche par les partisans du roi Ago (Agilulf) et de Théodelinde qui éprouvaient de la jalousie à son égard, alors qu'il était sur le siège réservé à se vider le ventre… » (Frédégaire, Chronique).
À la fin du VIIIe siècle, Paul Diacre, auteur d'une histoire des Lombards, est quant à lui moins précis et peut-être aussi moins objectif, du fait peut-être de ses origines lombardes :
« …Gundoald aussi, le frère de la reine Théodelinde, qui était duc dans la cité d'Asti, reçut à cette époque une flèche dont il mourut, et personne ne connut jamais l'identité de son meurtrier… » (Paul Diacre, Histoire des Lombards).
Les responsables ne furent jamais retrouvés mais, comme le pense le chroniqueur Frédégaire, il est probable que Gundoald fut assassiné à l'instigation d'Agilulf qui le jalousait et qui redoutait peut-être aussi d'être renversé ou de voir son fils et successeur désigné, Adaloald, encore enfant, se faire évincer par son beau-frère à sa mort.
Gundoald fut le père d'Aripert, futur roi catholique des Lombards de 653 à 661.

## Sources primaires
- Frédégaire, Chronique de Frédégaire.
- Paul Diacre, Histoire des Lombards, IV.